# Pseudorhipsalis acuminata
Pseudorhipsalis acuminata là một loài thực vật có hoa trong họ Cactaceae. Loài này được Cufod. miêu tả khoa học đầu tiên năm 1933.